# Манфордвил (Кентаки)
Манфордвил (енгл. Munfordville) град је у америчкој савезној држави Кентаки.

## Демографија
По попису из 2010. године број становника је 1.615, што је 52 (3,3%) становника више него 2000. године.
| Група             | 2000.         | 2010.         |
| Белци             | 1.352 (86,5%) | 1.365 (84,5%) |
| Афроамериканци    | 179 (11,5%)   | 190 (11,8%)   |
| Азијати           | 2 (0,1%)      | 10 (0,6%)     |
| Хиспаноамериканци | 17 (1,1%)     | 22 (1,4%)     |
| Укупно            | 1.563         | 1.615         |